# Матч СРСР — США з легкої атлетики 1959
Матч СРСР — США з легкої атлетики 1959 був проведений 18-19 липня у Філадельфії на стадіоні «Франклін Філд».

## Результати

### Чоловіки
| Місце | Атлет           | Результат |
| ----- | --------------- | --------- |
| 1     | Рей Нортон      | 10,3      |
| 2     | Боббі Пойнтер   | 10,3      |
| 3     | Леонід Бартенєв | 10,5      |
| 4     | Едвін Озолін    | 10,5      |

| Місце | Атлет           | Результат |
| ----- | --------------- | --------- |
| 1     | Рей Нортон      | 20,7      |
| 2     | Венс Робінсон   | 21,2      |
| 3     | Леонід Бартенєв | 21,3      |
| 4     | Юрій Коновалов  | 21,4      |

| Місце | Атлет             | Результат |
| ----- | ----------------- | --------- |
| 1     | Едді Саутерн      | 46,2      |
| 2     | Дейв Міллс        | 47,2      |
| 3     | Ардаліон Ігнатьєв | 47,4      |
| 4     | Костянтин Грачов  | 47,7      |

| Місце | Атлет           | Результат |
| ----- | --------------- | --------- |
| 1     | Том Мерфі       | 1.48,5    |
| 2     | Джером Волтерс  | 1.48,7    |
| 3     | Абрам Кривошеєв | 1.49,8    |
| 4     | Василь Савинков | 1.49,9    |

| Місце | Атлет          | Результат |
| ----- | -------------- | --------- |
| 1     | Дірол Берлесон | 3.49,4    |
| 2     | Джім Грелл     | 3.49,4    |
| 3     | Євген Момотков | 3.50,3    |
| 4     | Євген Соколов  | 3.52,3    |

| Місце | Атлет             | Результат |
| ----- | ----------------- | --------- |
| 1     | Олександр Артинюк | 14.17,8   |
| 2     | Петро Болотников  | 14.18,3   |
| 3     | Білл Деллінджер   | 14.48,8   |
| 4     | Лью Штігліц       | 15.24,1   |

| Місце | Атлет              | Результат |
| ----- | ------------------ | --------- |
| 1     | Олексій Десятчиков | 31.40,6   |
| 2     | Губерт Пярнаківі   | 32.49,6   |
| 3     | Макс Трукс         | 33.13,4   |
|       | Боб Сот            | DNF       |

| Місце | Атлет              | Результат |
| ----- | ------------------ | --------- |
| 1     | Гейс Джонс         | 13,6      |
| 2     | Лі Калгун          | 13,7      |
| 3     | Анатолій Михайлов  | 13,9      |
| 4     | Микола Березуцький | 14,4      |

| Місце | Атлет          | Результат |
| ----- | -------------- | --------- |
| 1     | Джошуа Калбрет | 50,5      |
| 2     | Дік Говард     | 51,1      |
| 3     | Юрій Літуєв    | 51,7      |
| 4     | Олексій Кленін | 54,4      |

| Місце | Атлет               | Результат |
| ----- | ------------------- | --------- |
| 1     | Семен Ржищин        | 8.51,6    |
| 2     | Володимир Євдокимов | 8.52,7    |
| 3     | Філ Коулмен         | 9.16,7    |
| 4     | Джордж Янг          | 9.36,9    |

| Місце | Команда                                                         | Результат |
| ----- | --------------------------------------------------------------- | --------- |
| 1     | США Боббі Пойнтер Гейс Джонс Венс Робінсон Рей Нортон           | 39,8      |
| 2     | СРСР Едвін Озолін Леонід Бартенєв Юрій Коновалов Вадим Архипчук | 40,0      |

| Місце | Команда                                                                     | Результат |
| ----- | --------------------------------------------------------------------------- | --------- |
| 1     | США Дейв Міллс Том Мерфі Джек Єрман Едді Саутерн                            | 3.07,0    |
| 2     | СРСР Костянтин Грачов Арнольд Мацулевич Валентин Рахманов Ардаліон Ігнатьєв | 3.10,8    |

| Місце | Атлет                | Результат |
| ----- | -------------------- | --------- |
| 1     | Володимир Голубничий | 1:38.20,2 |
| 2     | Анатолій Ведяков     | 1:39.38,4 |
| 3     | Рудольф Галуза       | 1:41.57,8 |
| 4     | Фредерік Тімкоу      | 1:54.01,2 |

| Місце | Атлет             | Результат |
| ----- | ----------------- | --------- |
| 1     | Роберт Шавлакадзе | 2,06      |
| 2     | Еррол Вільямс     | 2,06      |
| 3     | Ігор Кашкаров     | 2,06      |
| 4     | Чарльз Думас      | 2,06      |

| Місце | Атлет             | Результат |
| ----- | ----------------- | --------- |
| 1     | Дон Брегг         | 4,64      |
| 2     | Володимир Булатов | 4,64 NR   |
| 3     | Ігор Петренко     | 4,42      |
| 4     | Рон Морріс        | 4,26      |

| Місце | Атлет             | Результат |
| ----- | ----------------- | --------- |
| 1     | Грег Белл         | 8,10      |
| 2     | Ігор Тер-Ованесян | 7,86      |
| 3     | Джоел Вайлі       | 7,57      |
| 4     | Олег Федосеєв     | 7,51      |

| Місце | Атлет              | Результат |
| ----- | ------------------ | --------- |
| 1     | Костянтин Циганков | 15,95     |
| 2     | Айра Девіс         | 15,90 NR  |
| 3     | Олег Федосеєв      | 15,63     |
| 4     | Герман Стоукс      | 15,43     |

| Місце | Атлет          | Результат |
| ----- | -------------- | --------- |
| 1     | Перрі О'Браєн  | 19,27 WR  |
| 2     | Дейв Девіс     | 18,87     |
| 3     | Вартан Овсепян | 17,67     |
| 4     | Віктор Ліпсніс | 16,71     |

| Місце | Атлет           | Результат |
| ----- | --------------- | --------- |
| 1     | Ел Ортер        | 57,53     |
| 2     | Володимир Ляхов | 54,96     |
| 3     | Отто Григалка   | 54,82     |
| 4     | Перрі О'Браєн   | 54,28     |

| Місце | Атлет              | Результат |
| ----- | ------------------ | --------- |
| 1     | Василь Руденков    | 66,76     |
| 2     | Гарольд Конноллі   | 66,01     |
| 3     | Михайло Кривоносов | 62,94     |
| 4     | Боб Бакус          | 60,49     |

| Місце | Атлет              | Результат |
| ----- | ------------------ | --------- |
| 1     | Ел Кантелло        | 79,99     |
| 2     | Віктор Цибуленко   | 78,66     |
| 3     | Володимир Кузнецов | 76,36     |
| 4     | Бастер Квіст       | 74,62     |

| Місце | Атлет             | Результат |
| ----- | ----------------- | --------- |
| 1     | Василь Кузнецов   | 8350      |
| 2     | Девід Едстрем     | 7599      |
| 3     | Майк Герман       | 7026      |
| 4     | Ігор Тер-Ованесян | 6853      |

### Жінки
| Місце | Атлетка       | Результат |
| ----- | ------------- | --------- |
| 1     | Барбара Джонс | 11,7      |
| 2     | Віра Крепкіна | 11,9      |
| 3     | Галина Попова | 11,9      |
| 4     | Вілма Рудолф  | 12,3      |

| Місце | Атлетка         | Результат |
| ----- | --------------- | --------- |
| 1     | Люсінда Вільямс | 23,4 NR   |
| 2     | Ізабелл Деніелс | 23,6      |
| 3     | Галина Попова   | 23,9      |
| 4     | Нонна Полякова  | 24,0      |

| Місце | Атлетка         | Результат |
| ----- | --------------- | --------- |
| 1     | Людмила Шевцова | 2.11,3    |
| 2     | Любов Январьова | 2.13,3    |
| 3     | Грейс Батчер    | 2.23,9    |
| 4     | Лілліан Грін    | 2.24,9    |

| Місце | Атлетка          | Результат |
| ----- | ---------------- | --------- |
| 1     | Галина Бистрова  | 11,0      |
| 2     | Галина Грінвальд | 11,0      |
| 3     | Барбара Мюллер   | 11,5      |
| 4     | Ширлі Краудер    | 11,7      |

| Місце | Команда                                                              | Результат |
| ----- | -------------------------------------------------------------------- | --------- |
| 1     | СРСР Віра Крепкіна Валентина Масловська Нонна Полякова Галина Попова | 44,8      |
| 2     | США Ізабелл Деніелс Маргарет Метьюз Барбара Джонс Люсінда Вільямс    | 45,0 =NR  |

| Місце | Атлетка        | Результат |
| ----- | -------------- | --------- |
| 1     | Таїсія Ченчик  | 1,778 NR  |
| 2     | Галина Доля    | 1,65      |
| 3     | Енн Мері Флінн | 1,65      |
| 4     | Енн Ронігер    | 1,55      |

| Місце | Атлетка             | Результат |
| ----- | ------------------- | --------- |
| 1     | Віра Крепкіна       | 6,17      |
| 2     | Маргарет Метьюз     | 6,15      |
| 3     | Валентина Шапрунова | 6,07      |
| 4     | Віллі Вайт          | 5,97      |

| Місце | Атлетка         | Результат |
| ----- | --------------- | --------- |
| 1     | Тамара Пресс    | 16,94     |
| 2     | Ерлін Браун     | 15,71     |
| 3     | Людмила Жданова | 15,32     |
| 4     | Шерон Шепард    | 12,90     |

| Місце | Атлетка           | Результат |
| ----- | ----------------- | --------- |
| 1     | Ніна Пономарьова  | 55,21     |
| 2     | Євгенія Кузнецова | 49,56     |
| 3     | Ерлін Браун       | 49,25     |
| 4     | Памела Керрелл    | 43,70     |

| Місце | Атлетка            | Результат |
| ----- | ------------------ | --------- |
| 1     | Біруте Каледене    | 55,37     |
| 2     | Алевтина Шаститько | 52,25     |
| 3     | Марджорі Ларні     | 45,88     |
| 4     | Амелія Вуд         | 45,33     |

## Командний залік
|                 | СРСР | США |
| --------------- | ---- | --- |
| Чоловіки        | 108  | 127 |
| Жінки           | 67   | 40  |
| Загальний залік | 175  | 167 |

## Відео
- Розширений відеозвіт про матч (рос.)